# Matrimonio a prima vista Italia (dodicesima edizione)
La dodicesima edizione del reality show Matrimonio a prima vista Italia è andata in onda in prima serata su Real Time dal 6 marzo al 24 aprile 2024, per nove puntate.
Il programma è condotto con la presenza di tre esperti: Mario Abis (come sociologo) e Nada Loffredi (come sessuologa e psicoterapeuta) - per la dodicesima volta consecutiva, e di Andrea Favaretto (come life coach), per la sesta volta.
L'edizione viene resa, inoltre, disponibile in anteprima, con cadenza di un episodio a settimana (ad eccezione dei primi due - pubblicati contemporaneamente), sulla piattaforma digitale Discovery+, a partire dal 28 febbraio 2024.
Ad eccezione delle passate undici edizioni, dove venivano formate solo tre coppie di futuri sposi, per la prima volta all'interno del programma i matrimoni celebrati diventano quattro. Un’altra novità di questa edizione è la partecipazione di candidati con figli e/o con precedenti matrimoni conclusi.

## I partecipanti
| Coppia | Coppia             | Età | Professione                       | Città              | Decisione Finale | Stato dopo alcuni mesi | Stato attuale |
| n°     | Sposi              | Età | Professione                       | Città              | Decisione Finale | Stato dopo alcuni mesi | Stato attuale |
| ------ | ------------------ | --- | --------------------------------- | ------------------ | ---------------- | ---------------------- | ------------- |
| 1      | Benedetta Campigli | 34  | Manager di negozio                | Lamporecchio       | Divorziati       | Divorziati             | Divorziati    |
| 1      | Enrico Bonechi     | 43  | Impiegato di banca                | Pistoia            | Divorziati       | Divorziati             | Divorziati    |
| 2      | Stefania Gioachin  | 36  | Receptionist di hotel             | Crugliasco         | Divorziati       | Divorziati             | Divorziati    |
| 2      | Roberto Caruso     | 48  | Manager nel campo automobilistico | Campiglione Fenile | Divorziati       | Divorziati             | Divorziati    |
| 3      | Ilaria Spillari    | 41  | Consulente di marketing           | Milano             | Sposati          | Sposati                | Divorziati    |
| 3      | Giuseppe Ravetti   | 45  | Presidente di un centro diurno    | Alessandria        | Sposati          | Sposati                | Divorziati    |
| 4      | Ilaria Zanoli      | 34  | Organizzatrice di corsi ed eventi | Agrate Brianza     | Sposati          | Divorziati             | Divorziati    |
| 4      | Fabio Rossi        | 34  | Manutentore                       | Parma              | Sposati          | Divorziati             | Divorziati    |

## Ascolti
| Episodi | Nome episodio                                   | Messa in onda  | Telespettatori | Share |
| ------- | ----------------------------------------------- | -------------- | -------------- | ----- |
| 1       | I tre matrimoni                                 | 6 marzo 2024   | 399.000        | 2,10% |
| 2       | Festeggiamenti e partenze per i viaggi di nozze | 6 marzo 2024   | 430.000        | 3,10% |
| 3       | Il quarto matrimonio                            | 13 marzo 2024  | 467.000        | 2,60% |
| 4       | La luna di miele                                | 20 marzo 2024  | 547.000        | 2,80% |
| 5       | Dal viaggio di nozze alla convivenza            | 27 marzo 2024  | 513.000        | 2,60% |
| 6       | La convivenza                                   | 3 aprile 2024  | 507.000        | 2,50% |
| 7       | La reunion                                      | 10 aprile 2024 | 449.000        | 2,30% |
| 8       | La scelta finale                                | 17 aprile 2024 | 525.000        | 2,80% |
| 9       | E poi...                                        | 24 aprile 2024 | 501.000        | 2,50% |
| Media   | Media                                           | Media          | 482.000        | 2,59% |